# Tasiocera bituberculata
Tasiocera bituberculata är en tvåvingeart som beskrevs av Alexander 1924. Tasiocera bituberculata ingår i släktet Tasiocera och familjen småharkrankar. Inga underarter finns listade i Catalogue of Life.